# Сполянский, Миша
Миша Сполянский (28 декабря 1898 года — 28 июня 1985 года) — композитор из Белостока, который много лет жил в Великобритании.

## Жизнь
Сполянский родился в еврейской музыкальной семье в Белостоке, тогда входившем в состав Белостокской области Российской империи. Его отец был оперным певцом, его сестра позже стала пианисткой, а его брат виолончелистом. После рождения Миши семья переехала в Варшаву, а затем в Калиш. После ранней смерти его матери семья переехала в Вену.
Раннее музыкальное образование Сполянского по классу фортепиано, скрипки и виолончели было продолжено в Дрездене при профессоре Марке Генсберге. Сполянский начал выступать в 10 лет. Вскоре после этого его отец умер, и Сполянский переехал в Кенигсберг (Пруссия), где у него были родственники. Однако в 1914 году в результате войны ему пришлось бежать в Берлин, где его брат работал виолончелистом.
Сполянский работал пианистом в кофейне, чтобы продолжить свое музыкальное образование в консерватории Штерна. Первые произведения Сполянского были сыграны UFA- Filmtheaterorchester на Фридрихштрассе. Кроме того, он работал композитором и пианистом в русском эмигрантском кабаре. Там Фридрих Холландер и Вернер Ричард Хейманн услышали его и пригласили его написать и сыграть для литературного кабаре «Schall und Rauch» в подвале Große Schauspielhaus, которое Макс Рейнхардт основал в 1919 году
В 1920 году под псевдонимом «Арно Биллинг» он написал мелодию для первого гомосексуального гимна под названием «Das lila Lied», который он посвятил Магнусу Хиршфельду. Он был опубликован вместе с другими текстами, такими как Sei meine Frau für vierundzwanzig Stunden.
В 1922 году он встретил поэта Марцелла Шиффера и Марго Льва. В том же году он женился на танцовщице Элсбет (Эдди) Рейнвальд. В 1927 Сполянский сопровождал Ричард Таубер в записи 12 песен из Шуберта Winterreise, записав альбом из 12 немецких народных песен с тенором за год до этого. В 1928 году Марлен Дитрих выступила в «Revue Es liegt in der Luft» (текст Марцелла Шиффера). Год спустя она будет «обнаружена» в «Цвей Краваттен» Сполянского (текст Георга Кайзера) Джозефом фон Штернбергом, который искал ведущую актрису для Голубого ангела.
Затем последовали «Wie werde ich reich und glücklich?», В 1931 году — «Alles Schwindel», в 1932 году — «Rufen Sie Herrn Plim» и «Das Haus dazwischen», а в 1933 году — «100 Meter Glück».
Когда Гитлер пришел к власти в 1933 году, Сполянскому, как и всем еврейским артистам в Германии, больше не разрешалось работать в развлекательном бизнесе, который теперь стал «арийским». Он был вынужден эмигрировать в Лондон, где он начал вторую карьеру как композитор фильмов. Он был взят под крыло кинематографическим сообществом экспатриантов, а также британскими продюсерами и режиссёрами, такими как Альфред Хичкок, который снимал фильмы в Берлине, где до Гитлера был международный центр кинопроизводства. Его натурализация как британского гражданина во многом была успешной благодаря шлагерсу «Heute Nacht Oder Nie» из фильма «Das Lied einer Nacht» (1932), благодаря которому Сполянский приобрел всемирную известность.
В Лондоне он был нанят Золтаном Кордой для сочинения музыки для «Сандерс Ривер», которая снималась в Нигерии. Песни, которые должны были стать «подлинной» нигерийской музыкой в исполнении звезды Пола Робсона, а также местных актёров и актёров из Нигерии, были написаны в Лондоне Сполянским. Много лет спустя Золтан Корда с радостью обнаружил в отдаленной реке Конго главную песню Сполянского для фильма, который поют конголезские рыбаки, когда они гребут на лодках вверх по реке, хотя Сполянский никогда не был в Африке.
Сандерс Ривер начал сотрудничество с великим Полом Робсоном. Среди его самых лучших песен были четыре, которые он написал для Робсона, представленные в « Сандерс оф Ривер» в 1935 году («Песнь о каноэ», «Песня о любви», «Колыбельная песня Конго» и «Песня убийства») и «Копи короля Соломона» в 1937 году («Ho, Ho and Climbing Up!»).). Ещё одна из его песен была исполнена Элизабет Уэлч в 1937 году (Red Hot Annabelle).
Хичкок вспомнил Сполянского и нанял его, чтобы написать песню «Love Is Lyrical (Whisper Sweet Little Nothing to Me)» в исполнении Марлен Дитрих в фильме Хичкока «Страх сцены» .
В последующие годы он сочинял партитуры для таких фильмов, как «Проблемы в магазине» (1953), «Святая Иоанна» (1957), «Вся правда» (1958), «Северо-западная граница» (1959), «Битва на вилле Фиорита» (1965), «Лучший дом»). в Лондоне (1969) и «Гитлер: последние десять дней» (1973), на которые он явно имел личную точку зрения.
С тех пор произведения Сполянского время от времени создавались в кинотеатрах, например, в сезоне 2004/2005 «Цвей Краваттен» в Дортмунде и «Rufen Sie Herrn Plim» в «Штадтишен Бюнен Мюнстер» (2002/2003), а затем театр в Касселе. Сполянский умер в Лондоне .

## Работы (избранное)
- 1928 Revue Es liegt in der Luft
- 1929 Revue Zwei Krawatten
- 1930 Revue Wie werde ich reich und glücklich?
- 1931 Revue Alles Schwindel
- 1932 Revue Rufen Sie Herrn Plim
- 1932 Revue Das Haus dazwischen
- 1932 Filmmusik zu Песня одной ночи
- 1933 Revue 100 Meter Glück
- 1935 Film Score Sanders of the River
- 1935 Film Score Призрак едет на Запад
- 1936 Film Score Человек, который умел творить чудеса
- 1936 Film Score Forget Me Not
- 1937 Film Score King Solomon’s Mines
- 1944 Film Score Don’t Take It to Heart
- 1947 Film Score Гавань искушения
- 1948 Film Score The Idol of Paris
- 1951 Film Score Happy Go Lovely
- 1953 Film Score Trouble in Store
- 1957 Musical Katharina Knie
- 1957 Film Score Святая Иоанна
- 1958 Film Score The Whole Truth
- 1959 Film Score North West Frontier
- 1965 Film Score The Battle of the Villa Fiorita
- 1969 Film Score The Best House in London
- 1973 Film Score Гитлер: Последние десять дней

## Избранная фильмография
Всего М. Сполянский сочинил музыку для более чем пятидесяти фильмов.
- Нет больше любви (1931)
- Кале-Довер (1931)
- Город стоит на голове (1932)
- Песня ночи (1932)
- Счастливое число (1932)
- Любовь со второго взгляда (1934)
- Рай для двоих (1937)
- Джинни (1941)
- Разыскивается за убийство (1946)
- Это была женщина (1948)
- Под замерзшим водопадом (1948)
- Золотая стрела (1949)
- Into the Blue (1950)
- Happy Go Lovely (1951)
- Проблема в магазине (1953)
- Сент-Джоан (1957)
- Вся правда (1958)
- Северо-Западная граница (1959)
- Битва на вилле Фиорита (1965)
- Лучший дом в Лондоне (1969)
- Гитлер: последние десять дней (1973)